# Larsia canadensis
Larsia canadensis är en tvåvingeart som beskrevs av Bilyj 1984. Larsia canadensis ingår i släktet Larsia och familjen fjädermyggor. Inga underarter finns listade i Catalogue of Life.